# Zenoa picea
Zenoa picea es la única especie de escarabajo del género Zenoa, familia Callirhipidae. Fue descrito por Say en 1835.
Se distribuye por los Estados Unidos. Las larvas de la especie habitan en la madera podrida.